# Wojciech Bonowicz

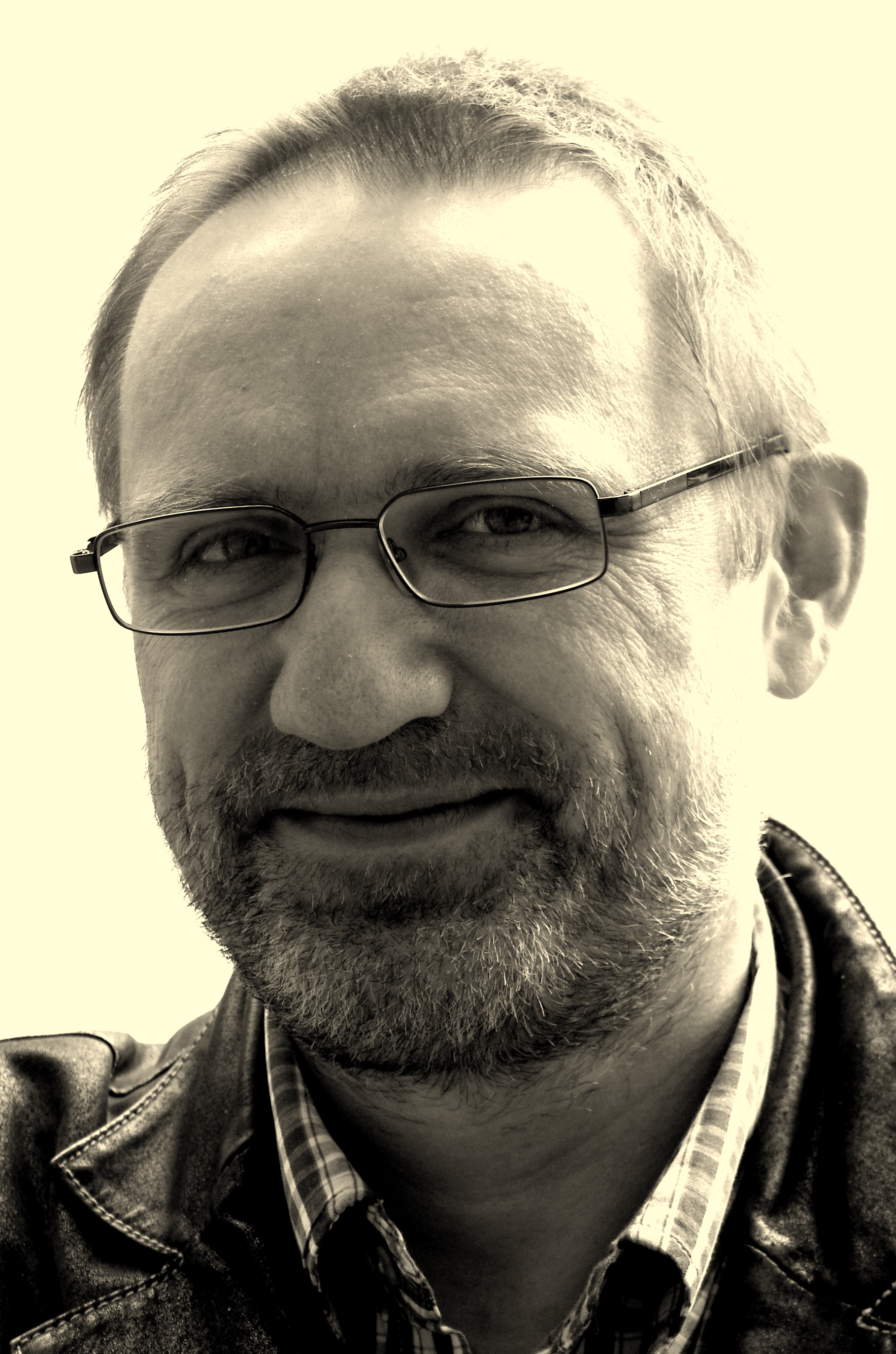
Wojciech Bonowicz (2013)

Wojciech Bonowicz (* 10. Januar 1967 in Oświęcim) ist ein polnischer Dichter und Publizist, dessen Dichtung als „in der Regel sehr kurz, asketisch, auf Verschweigen beruhend“ beschrieben wird und der aufgrund der „gnomischen Kürze und collageartigen Fragmentierung“ seiner Texte als hermetischer Dichter gilt.

## Leben
Bonowicz wurde am 10. Januar 1967 in Oświęcim geboren. Dort lebte er, bis er 1974 mit seiner Familie nach Krakau umgezogen ist. In Krakau besuchte er das Gymnasium und legte 1985 das Abitur ab. Anschließend begann er sein Studium der Polonistik an der Jagiellonen-Universität. Für kurze Zeit besuchte er Vorlesung von Józef Tischner an der Päpstlichen Universität in Krakau. 1991 schloss er sein Studium mit dem Magister ab und verbrachte anschließend knapp zwei Jahre in den USA.
1995 debütierte er mit dem Gedichtband Wybór większości. Von 1996 bis 2000 arbeitete er als Redakteur der Monatsschrift Znak und später im Verlag Znak.
Seit 2007 schreibt er den Feuilleton Wycieczki osobiste in der Wochenzeitung Tygodnik Powszechny sowie seit 2015 Moi mistrzowie in der Monatsschrift Znak.
Im Mai 2010 war er Stipendiat des Hermann-Kesten-Stipendiums in Nürnberg. Von 2010 bis 2011 nahm er am Fernsehprogramm Czytelnia im TVP Kultura und TVP Kraków teil. 2015 moderierte er zusammen mit Justyna Sobolewska die wöchentliche Sendung Poeci im TVP Kultura. Bonowicz lebt in Krakau.

## Werke

### Dichtung
- Wybór większości, 1995
- Hurtownia ran, 2000
- Wiersze ludowe, 2001
- Pełne morze, 2006 (Literaturpreis Gdynia 2007 sowie nominiert für den Nike-Literaturpreis)
- Hurtownia ran i Wiersze ludowe, 2007
- Wybór większości i Wiersze z okolic, 2007
- Polskie znaki, 2010
- Echa, 2013 (nominiert für den Wisława-Szymborska-Preis und für den Nike-Literaturpreis)
- Druga ręka, 2017

### Interviews
- Schody do nieba. Z Ojcem Leonem Knabitem OSB romawiają W. Bonowicz i A. Sporniak, 1998
- Niebo to inni. Z Janiną Ochojską rozmawia W. Bonowicz, 2000
- Od początku do końca. Z Ojcem Leonem Knabitem OSB romawiają W. Bonowicz i A. Sporniak,  2002
- Spotkania z ojcem Leonem. Leon Knabit w rozmowie z W. Bonowiczem i A. Sporniakiem, 2013
- Wierzę, żeby rozumieć. Z Michałem Hellerem rozmawiają W. Bonowicz, B. Brożek i Z. Liana, 2016
- Wagiel. Jeszcze wszystko będzie możliwe. Wojciech Waglewski w rozmowie z Wojciechem Bonowiczem, 2017

### Sachbücher
- Tischner, 2001 (nominiert für den Nike-Literaturpreis 2002)
- Benedykt XVI – pielgrzymka do Polski 2006, 2006
- Kapelusz na wodzie. Gawędy o księdzu Tischnerze, 2010
- Łopuszna. Kościół drewniany, 2012

### Kinderbücher
- Bajki Misia Fisia, 2012
- Misiu Fisiu ma dobry dzień, dobry dzień, 2015